# 西恩·麥科爾
西恩·麥科爾（英語：Sean McColl，1987年9月3日—）是一名加拿大男子運動攀登運動員。他曾經獲得2012年、2014年、2016年世界攀岩錦標賽男子全能賽金牌。

## 外部連結
- IFSC （页面存档备份，存于） （英文）
- 官方网站
- 西恩·麥科爾的Facebook專頁
- 西恩·麥科爾的X（前Twitter）
- 西恩·麥科爾的Instagram帳戶